# Kirkland & Ellis
Kirkland & Ellis ist eine weltweit tätige Anwaltskanzlei in der Rechtsform einer LLP. Im Jahr 2024 erzielte sie einen Umsatz von 8,8 Milliarden US-Dollar sowie einen Profit per Equity Partner von 9,25 Millionen US-Dollar und ist die umsatzstärkste sowie profitabelste Kanzlei der Welt.  Die Frankfurter Allgemeine Zeitung bezeichnete Kirkland & Ellis in diesem Zusammenhang als „reichste Kanzlei der Welt“ und als „Königin der Anwälte“.
In 22 Standorten weltweit arbeiten heute mehr als 3.800 Berufsträger. Für die Abdeckung des deutschen Markts unterhält die Sozietät zwei Büros, in Frankfurt und in München. Der Tätigkeitsschwerpunkt liegt, unter anderem, in den Bereichen Private Equity, M&A, Kapitalmarktrecht, Finanzierungen, Restrukturierung und Steuerrecht.

## Geschichte
1909 gründeten Stewart Shepard und Robert McCormick in Chicago eine Kanzlei. McCormick, Enkel des Chicago-Tribune-Gründers Joseph Medill, verließ die Kanzlei bereits 1920 wieder, um sich als Verleger des Blattes zu betätigen.
Weymouth Kirkland, der 1915 in die Kanzlei eintrat, vertrat in der Folgezeit die Tribune und andere Zeitungen besonders in Fällen des Persönlichkeitsrechts. Er und Howard Ellis, der seine Tätigkeit in der Sozietät im gleichen Jahr wie Kirkland aufnahm, schrieben dabei mehrfach Geschichte auf dem Gebiet des Presserechts. So verteidigte Ellis etwa das Recht auf „sachliche Kritik“, das heute in den Vereinigten Staaten Grundbestandteil der Redefreiheit ist.
In der Folge vergrößerte sich die Sozietät und wurde auch in anderen Rechtsgebieten aktiv, etwa durch den Beitritt des renommierten Strafverteidiger Hammond Chaffetz im Jahre 1938, der wesentlich zu ihrem Wachstum beitrug. In den Folgejahren änderte sich die ursprüngliche Bezeichnung der Kanzlei Shepard & McCormick mehrmals, bis sich schließlich 1972 der Name Kirkland & Ellis etablierte.
Die Kanzlei Kirkland & Ellis berät weltweit Mandanten bei Mergers-&-Acquisitions- und Private-Equity-Transaktionen, bei Restrukturierungen und im Steuerrecht und vertritt sie auch bei nationalen und internationalen Rechtsstreitigkeiten. Die Kanzlei gehört zu den global umsatzstärksten Sozietäten.

## Für die Kanzlei tätige Anwälte (Auswahl)
Unter anderem folgende Rechtsanwälte waren oder sind für Kirkland & Ellis tätig:
- William Barr, US-Justizminister unter Präsident Donald Trump,[18]
- Alexander Acosta, US-Arbeitsminister unter Präsident Donald Trump,[19]
- Alex Azar, US-Gesundheitsminister unter Präsident Donald Trump,[20]
- John Bolton, früherer Nationaler Sicherheitsberater der Vereinigten Staaten unter Präsident Donald Trump[21],
- Pat Cipollone, Rechtsberater des Weißen Hauses unter Präsident Donald Trump,[22]
- Neil Eggleston, früherer Rechtsberater des Weißen Hauses unter Präsident Barack Obama,[23]
- Paul Clement, Ken Starr und Robert Bork, frühere US-Solicitor General (Oberste Anwälte der Vereinigten Staaten),[24][25][26]
- Viet D. Dinh, Chefjustiziar des US-amerikanischen Filmstudios 20th Century Fox.[27]

## Ausgewählte Mandate
Medial bekannt wurden beispielsweise die
- Rechtsvertretung des britischen Mineralölkonzerns BP nach dem Untergang seiner Bohrplattform Deepwater Horizon, dessen Folge (Ölpest im Golf von Mexiko) als schwerste Umweltkatastrophe dieser Art in die Geschichte einging,[28][29]
- Rechtsvertretung des deutschen Automobilherstellers Volkswagen bei Streitigkeiten im Zusammenhang mit dem sogenannten Diesel-Abgasskandal,[30]
- Rechtsvertretung des US-amerikanischen Automobilherstellers General Motors im Zusammenhang mit dem Rückruf von 2,6 Millionen Fahrzeugen aufgrund defekter Zündschlösser (in der Folge u. a. 80 Todesfälle und 148 nicht tödliche Unfälle),[31][32]
- Rechtsvertretung des US-amerikanischen Investmentbankers und Sexualstraftäters Jeffrey Epstein im Zusammenhang mit Hafterleichterungen,[33][34]
- Rechtsvertretung des US-amerikanischen Sportartikelanbieters Nike gegen Urheberrechtsverletzungen im Zusammenhang dem sogenannten „Jumpman logo“ des Konzerns (Streitwert von über 2 Milliarden US-Dollar),[35][36][37]
- Rechtsvertretung des US-amerikanischen Pharmaunternehmens AbbVie Inc. bei einer Streitigkeit mit dem Konkurrenten MedImmune[38][39][40],
- Rechtsvertretung des US-amerikanischen Medizinprodukteherstellers MedTronic in einer Patentstreitigkeit in Milliardenhöhe mit dem Konkurrenten Atlas IP,
- Restrukturierung des US-amerikanischen Spielwarenkonzerns Toys “R” Us,[41]
- Beratung einer Gruppe führender Investoren der Fischindustrie im Zusammenhang mit Begehren wegen illegaler Praktiken gegen die China Fishery.[42][43]

## Niederlassungen
Kirkland & Ellis unterhält Niederlassungen an mehreren Standorten weltweit, u. a. in Austin, Bay Area, Peking, Boston, Brüssel, Dallas, Frankfurt am Main, Hong Kong, Houston, London, Los Angeles, Miami, München, New York City, Paris, Peking, Riad, Shanghai, Salt Lake City und Washington, D.C.